# Loma de Trojes
Loma de Trojes är en ort i Mexiko.   Den ligger i kommunen Villa del Carbón och delstaten Mexiko, i den sydöstra delen av landet, 50 km nordväst om huvudstaden Mexico City. Loma de Trojes ligger 2 578 meter över havet och antalet invånare är 158.
Terrängen runt Loma de Trojes är kuperad västerut, men österut är den platt. Runt Loma de Trojes är det tätbefolkat, med 790 invånare per kvadratkilometer. Närmaste större samhälle är Nicolás Romero, 16,5 km sydost om Loma de Trojes. Omgivningarna runt Loma de Trojes är en mosaik av jordbruksmark och naturlig växtlighet.